# Rebellie van Bacon
De Rebellie van Bacon (Engels: Bacon's Rebellion) was een opstand in 1676 in de toenmalige Britse kolonie Virginia in Noord-Amerika. Het werd geleid door de 29-jarige kolonist Nathaniel Bacon.
Het oproer van een duizendtal mensen in Virginia was het gevolg van hun afkeer van het door gouverneur William Berkeley gevoerde vriendschappelijke beleid ten aanzien van de indianen. Op het moment dat de gouverneur weigerde om een aantal aanvallen van indianen op koloniale nederzettingen in het grensgebied te vergelden, namen anderen het recht zelf in handen. Er vonden aanvallen op indianen plaats, Berkeley werd belaagd, en het regeringsgebouw in Jamestown werd in brand gestoken.
Het was de eerste opstand in de Amerikaanse kolonies waar ontevreden kolonisten aan deelnamen. Een gelijkaardige opstand vond later dat jaar ook plaats in Maryland. Sommige historici beschouwen het naast een protest tegen invallen aan het grensgebied ook als een machtsspel van Bacon tegen Berkeley en zijn opportunistisch beleid. De groep opstandelingen handelden tegen de zin van de heersende klasse met als gevolg dat ze strenger zijn gaan optreden tegen de raciale slavenkaste. Bacon stierf uiteindelijk van dysenterie nog voor Britse marinetroepen Berkeley te hulp konden schieten. Hij werd opgevolgd; de groep viel echter uiteen en werd ontwapend door de troepen. Hoewel de landbouwers er niet in slaagden om de indianen uit Virginia te verdrijven, leidde de opstand tot de terugroeping van Berkeley naar Engeland.